# زیردریایی تیپ ۶۰۲
زیردریایی تیپ ۶۰۲ (به انگلیسی: Holland 602 type submarine) یک زیردریایی است که طول آن 46.00 m می‌باشد.